# К6-92
К6-92—  линейка армянских пистолетов-пулемётов калибра 9×18 мм.

## История создания
Пистолет-пулемёт К6-92 был разработан в Армении, которая после обретения независимости в 1991 году, фактически находилась в состоянии вооружённого конфликта с Азербайджаном из-за Нагорного Карабаха. Армянские вооружённые формирования остро ощущали нехватку стрелкового оружия, нужда в котором побудила армянских инженеров в 1991-92 годах создать сравнительно простой пистолет-пулемёт К6-92. Промышленное производство пистолета-пулемёта было развёрнуто на одном из машиностроительных предприятий Армении. Вскоре некоторое количество пистолетов-пулемётов попало в Чечню, где они поступили на вооружение вооружённых формирований генерала Джохара Дудаева. Там же в Чечне в различных подпольных мастерских, в кустарных и полукустарных условиях, было выпущено некоторое количество примитивных и грубо исполненных копий пистолетов-пулемётов К6-92, получивших название «Борз» (Волк), однако они конструктивно и качественно отличались от армянского аналога. Между тем, в результате наличия чеченских копий армянского оружия и некоторого количества попавших в Чечню оригинальных образцов армянского пистолета-пулемёта, независимо с маркировкой они были или нет, К6-92 ошибочно причисляли к оружию чеченского производства.

## Название и маркировка
На ранней стадии производства на пистолетах-пулемётах маркировка не наносились. В последующем на левой стенке ствольной («затворной») коробки наносилась следующая маркировка: страна-изготовитель две стилизованные, обрамлённые кругом, заглавные буквы армянского алфавита «ՀՀ»- первые буквы названия «Հայաստանի Հանրապետություն» («Айастани Анрапетутюн» — «Республика Армения»), рядом модель оружия — «К6-92» или «К6-М» и т. д., ниже них — «9,2×18mm» — применяемый патрон, серия и номер экземпляра оружия, например, «N AE 7156». Согласно одному из разработчиков буква «К» в модели оружия, является первой буквой армянского слова «Кракел» («Стрелять»). Обозначение «9,2×18», в отличие от привычного «9×18», означает не калибр, а диаметр пули патрона (9,2 мм). Помимо этого, маркировка рельефного изображения знака страны-изготовителя и модели пистолета-пулемёта имеется и на левой стороне рукоятки армянских пистолетов-пулемётов.

### Модификации
Всего в Армении было разработано три модификации данного вида стрелкового оружия: К6-92, К6-М и V1. У всех трёх модификаций пистолета-пулемёта затвор расположен целиком позади казённой части ствола, а магазины: у К6-92 и К6-М впереди предохранительной (спусковой) скобы; у V1 — в рукоятке. Ствол оружия крепится с помощью накидной гайки к переднему вкладышу ствольно-затворной коробки. Накидная гайка стопорится посредством специального храповика. Канал ствола имеет 6 нарезов правого направления. Приклад металлический откидной, со складным плечевым упором. Рукоятки во всех трёх моделях имеют выемки под пальцы и обрамлены литыми щёчками («крышками») из ударопрочного пластика. В качестве прицельных приспособлений используются регулируемые мушки и постоянный прицел, которые расположены на вкладышах ствольно-затворной коробки. Прицел и мушка с боков прикрыты ограждением. У моделей К6-92 и К6-М рукоятка затвора расположена сверху, в прорези крышки ствольно-затворной коробки и имеет продольный паз, не перекрывающий линию прицеливания. У пистолета-пулемёта модели V1 рукоятки затвора расположены по бокам ствольно-затворной коробки и не выступают за размеры оружия. Такое различное расположение рукояток затвора позволяет во всех этих трёх моделях пистолетов-пулемётов производить перезарядку любой рукой. У пистолета-пулемёта модели V1 впереди предохранительной скобы имеется специальная рукоятка для его удержания второй рукой. У К6-92 предохранитель флажковый, который одновременно является переводчиком вида огня: с одиночного огня на автоматический (непрерывный) или тройной огонь
. В отличие от него у более поздних моделей К6-М и V1 имеются по два предохранителя: один ползунковый, который одновременно является переводчиком вида огня, второй — рычажной, смонтирован в рукоятке и срабатывает только при прижиме его рукой в момент производства выстрела. В пистолетах-пулемётах К6-92, К6-М и V1 используются прямые коробчатые металлические магазины ёмкостью 16 или 24 патрона. В К6-92 и К6-М магазин вставляется снизу в горловину, которая прикреплена к ствольно-затворной коробке и является также передней рукояткой удержания.
| Характеристики                                            | К6-92                                    | К6-М                                     | V1            |
| --------------------------------------------------------- | ---------------------------------------- | ---------------------------------------- | ------------- |
| Калибр, мм                                                | 9                                        | 9                                        | 9             |
| Применяемые патроны                                       | 9х18 ПМ                                  | 9х18 ПМ                                  | 9х18 ПМ       |
| Длина со сложенным прикладом, мм                          | 368                                      | 290                                      | 260           |
| Длина с разложенным прикладом, мм                         | 664                                      | 535                                      | 460           |
| Ширина, мм                                                | 39                                       | 39                                       | 38            |
| Длина ствола, мм                                          | 150                                      | 125                                      | 147           |
| Длина прицельной линии, мм                                | 165                                      | 145                                      | 164           |
| Вид нарезов                                               | прямоугольный                            | прямоугольный                            | прямоугольный |
| Количество и направление нарезов                          | 6 правое                                 | 6 правое                                 | 6 правое      |
| Ширина полей, мм                                          | 1,40-1,45                                | 1,55-1,60                                | —             |
| Дальность прицельного огня, м.                            | 150                                      | 150                                      | 150           |
| Убойная дальность, м                                      | 350                                      | 350                                      | 350           |
| Начальная скорость пули, м/с                              | 335                                      | 330                                      | 320           |
| Темп стрельбы, выстрелов/мин                              | 850±50                                   | 1600±100                                 | 1400±50       |
| Боевая скорострельность, выстрелов/мин. одиночным огнём   | 70±5                                     | 90±5                                     | 50±5          |
| Боевая скорострельность, выстрелов/мин. непрерывным огнём | 160±10                                   | 160±10                                   | 100±5         |
| Боевая скорострельность, выстрелов/мин. «тройным огнём»   | —                                        | —                                        | 80±5          |
| Масса с неснаряженным магазином, кг.                      | 1,75                                     | 1,6                                      | 1,5           |
| Отлёт гильз                                               | вправо, вперёд, примерно 80°, на 1,5-3 м | вправо, вперёд, примерно 80°, на 1,5-3 м | —             |

### «Борз»
Ввиду распространения пистолета-пулемёта среди чеченских сепаратистов, в СМИ под названием «Борз» ошибочно фигурировал армянский К6-92. Кроме этого «Борзом» назывались как копии армянского пистолета-пулемёта, произведённые в Чечне, так и созданные на его основе иные образцы пистолетов-пулемётов, кустарно и полукустарно произведённых там же, и, как правило, отличающихся по конструкции от армянского аналога. Во многом благодаря своей простоте, и малым габаритам, автомат стал пользоваться популярностью среди чеченских сепаратистов. В результате этого уже в середине 1990-х годов слово «Борз», по сути, стало не названием конкретного образца оружия, выпускаемого конкретным предприятием, а групповым обозначением целого типа кустарно или полукустарно изготовленных ПП упрощённой конструкции, имеющих северокавказское происхождение. В криминальной хронике практически любой самодельный ПП мог фигурировать как «Борз».
Как правило, указывается, что «Борз» был оружием диверсионного назначения. Существует, однако, альтернативная версия, гласящая, что «Борз» представлял собой по сути коммерческое «гражданское» оружие, активно приобретаемое в условиях разгула преступности как населением Чечни для самообороны, так и самим криминалитетом. Использование же его в военных действиях носило, по этой версии, лишь эпизодический характер. Как и любой малогабаритный ПП, «Борз» хорошо подходит для скрытого ношения и быстрого использования, как в описанном следующим образом случае на грозненском рынке:
К двум офицерам, покупавшим сигареты в киоске, приблизился невысокий человек. Подойдя к ним, он неожиданно достал небольшой автомат и практически в упор открыл огонь. Разрядив весь магазин, он выбросил орудие убийства, при этом забрав у убитых оружие. После этого юноша убежал в неизвестном направлении. Спустя некоторое время к месту происшествия прибыли сотрудники военной комендатуры и работники милиции; возле убитых они нашли пистолет-пулемёт «Борз» чеченского производства.
Впрочем, учитывая сказанное выше, это мог быть как оригинальный «Борз» — копия К6-92, так и любой другой вариант самодельного ПП местного изготовления.
По результатам отстрела серийного «Борза» (копия системы К6-92), на дистанции в 25 метров он является вполне действенным оружием, — при стрельбе очередями с рук с выдвинутым плечевым упором выпущенные из него пули в основном укладываются в стандартную мишень типа «грудная фигура».

## На вооружении
- Армения
- Туркменистан (неизвестное количество на вооружении сил специального назначения)[6]

### Комментарии
1. ↑  При однократном нажатии на спусковой крючок осуществляется короткая очередь из трёх выстрелов.